# 変調異常
変調異常（へんちょういじょう）とは、変調、すなわち情報を記録・伝送するにあたり、情報および記録・伝送媒体の性質に応じて最適な電気信号に変換する操作が不適切で、情報の記録・伝送に不具合を生じる状態を示し、過変調（Over-modulation）などがその例であるが、例えば、テレビ・ラジオの放送においては、法令上、演奏所の副調整室から送信所までが「ひとつの送信機」として扱われるため、放送事故においては、何らかの理由により、予定された放送時間内において、送信所から放送される搬送波（キャリア）は正常であるが、予定された映像（動画像）・音声などの情報が電気的に不完全なかたちで放送される状態になったことを示す。すなわち、送信所等に置かれている放送機の変調機能の不具合によるもののみならず、放送機の変調機能は正常であっても、予定された放送時間内において演奏所から送り出される、放送に必要な映像・音声などが何らかの理由により電気的に不完全な状態となり、結果として映像・音声などが不完全なかたちで放送される状態になった場合もあわせて、トータルとして変調異常とされる。